# Christian Frémont
Christian Frémont (23. května 1942 Champagnac-de-Belair, Dordogne, Akvitánie – 3. srpna 2014 Paříž) byl francouzský politik a od září 2008 zástupce v Andoře, když zastupoval francouzského prezidenta, jenž je z titulu svého úřadu současně andorrským spoluknížetem. Od roku 2008 působil jako vedoucí úřadu prezidenta Nicolase Sarkozyho. Ke květnu 2012 po zvolení nové hlavy státu Françoise Hollanda v úřadu zástupce v Andoře pokračoval.

## Politická kariéra
Vystudoval Institut politických věd v Bordeaux (Institut d'études politiques de Bordeaux) a roku 1972 absolvoval štrasburskou Vysokou školu administrativy. Poté začal pracovat jako úředník na ministerstvu financí.
Roku 1990 se stal prefektem v departementu Ariège. V letech 1992–1996 byl prefektem v departamentu Finistère a konečně v období 1996–1997 pak v departamentu Pas-de-Calais. Od roku 2000 pracoval jako prefekt Akvitánie a od roku 2003 ve stejné funkci v administrativním regionu Provence-Alpes-Côte d'Azur.
Od května 2007 působil na pozici vedoucího úřadu vlády premiéra Alaina Juppého, než se 28. listopadu 2008 stal vedoucím úřadu prezidenta republiky.
Zemřel v roce 2014 ve věku 72 let.